# 進教之佑聖母小堂

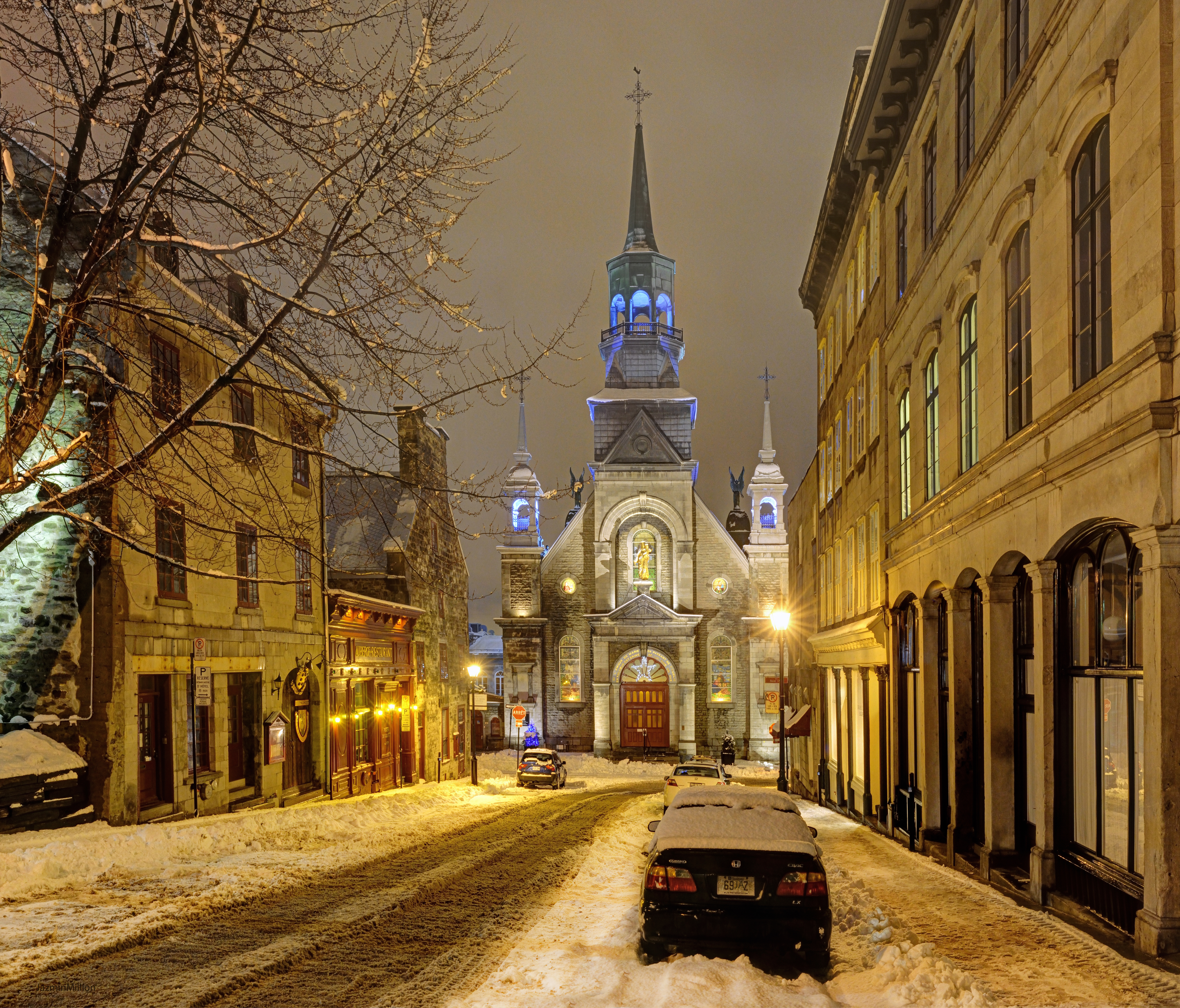
进教之佑圣母小堂

進教之佑聖母小堂（法語：Chapelle Notre-Dame-de-Bon-Secours）是位於加拿大魁北克蒙特利爾舊城區的一座教堂。進教之佑聖母小堂修建於1771年，是蒙特利爾歷史最古老的教堂之一，修建在一座教堂的廢墟上。現在教堂還附設有一座博物館。

## 外部連結
- Marguerite Bourgeoys Museum and Notre-Dame-de-Bon-Secours Chapel （页面存档备份，存于）
- Notre Dame de Bon Secours Chapel, Montréal (1771) （页面存档备份，存于）

45°30′36″N 73°33′04″W / 45.51000°N 73.55111°W